# Pakistanische Cricket-Nationalmannschaft in Australien in der Saison 2009/10
Die Tour der pakistanischen Cricket-Nationalmannschaft nach Australien in der Saison 2009/10 fand vom 19. Dezember 2009 bis zum 5. Februar 2010 statt. Die internationale Cricket-Tour war Teil der internationalen Cricket-Saison 2009/10 und umfasste drei Test Matches, fünf ODIs und ein Twenty20. Australien gewann die Testserie 3-0, die ODI-Serie 5-0 und das Twenty20.

## Vorgeschichte
Australien spielte zuvor den test-Teil der Tour gegen die West indies, Pakistan eine Tour gegen Neuseeland. Das letzte Aufeinandertreffen der beiden Mannschaften bei einer Tour fand in der Saison 2009 in den Vereinigten Arabischen Emiraten statt.

## Stadien
Für die Tour wurden folgende Stadien als Austragungsorte vorgesehen und am 27. Mai 2009 bekanntgegeben.
| Stadion                  | Stadt     | Kapazität | Spiele          |
| ------------------------ | --------- | --------- | --------------- |
| Adelaide Oval            | Adelaide  | 53.583    | 3. ODI          |
| The Gabba                | Brisbane  | 42.000    | 1. ODI          |
| Bellerive Oval           | Hobart    | 20.000    | 3. Test         |
| Melbourne Cricket Ground | Melbourne | 100.024   | 1. Test; 1. T20 |
| WACA Ground              | Perth     | 20.000    | 4. ODI; 5. ODI  |
| Sydney Cricket Ground    | Sydney    | 48.000    | 2. Test; 2. ODI |

## Kaderlisten
Pakistan benannte seinen Test-Kader am 8. Dezember 2009 und seine Limited-Overs-Kader am 14. Januar 2010.
Australien benannte seinen Test-Kader am 21. Dezember 2009 und seinen Twenty20-Kader am 1. Februar 2010.
| Test | Test | ODI | ODI | Twenty20 | Twenty20 |
| Australien | Pakistan | Australien | Pakistan | Australien | Pakistan |
| --- | --- | --- | --- | --- | --- |
| - Ricky Ponting (K) - Michael Clarke (vK) - Doug Bollinger - Brad Haddin (wk) - Nathan Hauritz - Phillip Hughes - Michael Hussey - Mitchell Johnson - Simon Katich - Clint McKay - Marcus North - Peter Siddle - Steve Smith - Shane Watson | - Mohammad Yousuf (K) - Danish Kaneria - Faisal Iqbal - Imran Farhat - Kamran Akmal (wk) - Khurram Manzoor - Misbah-ul-Haq - Mohammad Amir - Mohammad Asif - Mohammad Sami - Saeed Ajmal - Salman Butt - Sarfaraz Ahmed (wk) - Shoaib Malik - Umar Akmal - Umar Gul | - Ricky Ponting (K) - Michael Clarke (vK) - Doug Bollinger - Brad Haddin (wk) - Ryan Harris - Nathan Hauritz - James Hopes - Michael Hussey - Clint McKay - Shaun Marsh - Peter Siddle - Adam Voges - Shane Watson - Cameron White | - Mohammad Yousuf (K) - Shahid Afridi (vK) - Fawad Alam - Iftikhar Anjum - Imran Farhat - Kamran Akmal (wk) - Mohammad Amir - Mohammad Asif - Naved-ul-Hasan - Khalid Latif - Saeed Ajmal - Salman Butt - Sarfaraz Ahmed (wk) - Shoaib Malik - Umar Akmal - Umar Gul - Younis Khan | - Michael Clarke (K) - Cameron White (vK) - Travis Birt - Brad Haddin (wk) - Ryan Harris - David Hussey - Mitchell Johnson - Shaun Marsh - Dirk Nannes - Steve Smith - Shaun Tait - David Warner - Shane Watson | - Shoaib Malik (K) - Kamran Akmal (wk) - Fawad Alam - Iftikhar Anjum - Imran Farhat - Imran Nazir - Khalid Latif - Mohammad Amir - Mohammad Asif - Naved-ul-Hasan - Saeed Ajmal - Salman Butt - Sarfaraz Ahmed (wk) - Umar Akmal - Umar Gul |

## Tour Match
| 19. – 21. Dezember Scorecard | Hobart | Pakistanis 437 (127.4) & 141-4 (33) | – | Tasmanien 193 (68) |
|                              |        | Remis                               |   |                    |

## Test Matches

### Erster Test in Melbourne
| 26. – 30. Dezember Scorecard | Melbourne | Australien 454-5d (128) & 225-8d (73.1) | – | Pakistan 258 (99) & 251 (72) |
|                              |           | Australien gewinnt mit 170 Runs         |   |                              |

### Zweiter Test in Sydney
| 3. – 6. Januar Scorecard | Sydney | Australien 127 (44.2) & 381 (125.4) | – | Pakistan 333 (96.5) & 139 (38) |
|                          |        | Australien gewinnt mit 36 Runs      |   |                                |

Die Leistung des pakistanischen Teams während des Tests wurde in Zweifel gezogen, so dass die Tour durch die Korruptions-Abteilung genauer untersucht wurde. Im folgenden Sommer kam es zum Spotfixing-Skandal auf der Tour Pakistans in England.

### Dritter Test in Hobart
| 14. – 18. Januar Scorecard | Hobart | Australien 519-8d (142.5) & 219-5d (48.4) | – | Pakistan 301 (105.4) & 206 (86.2) |
|                            |        | Australien gewinnt mit 231 Runs           |   |                                   |

## One-Day Internationals

### Erstes ODI in Brisbane
| 22. Januar Scorecard | Brisbane | Pakistan 274 (49.4)              | – | Australien 275-5 (48.3) |
|                      |          | Australien gewinnt mit 5 Wickets |   |                         |

### Zweites ODI in Sydney
| 24. Januar Scorecard | Sydney | Australien 267-6 (50)           | – | Pakistan 127 (37.3) |
|                      |        | Australien gewinnt mit 140 Runs |   |                     |

### Drittes ODI in Adelaide
| 26. Januar Scorecard | Adelaide | Australien 286-6 (50)          | – | Pakistan 246 (47.4) |
|                      |          | Australien gewinnt mit 40 Runs |   |                     |

### Viertes ODI in Perth
| 29. Januar Scorecard | Perth | Australien 277-8 (50)           | – | Pakistan 142 (37.5) |
|                      |       | Australien gewinnt mit 135 Runs |   |                     |

### Fünftes ODI in Perth
| 31. Januar Scorecard | Perth | Pakistan 212 (49.3)              | – | Australien 213-8 (49.2) |
|                      |       | Australien gewinnt mit 2 Wickets |   |                         |

Shahid Afridi wurde wegen Manipulation des Balles, er hatte in mehreren Situationen in den Ball gebissen, für zwei ODI gesperrt.

## Twenty20 International in Melbourne
| 5. Februar Scorecard | Melbourne | Australien 127 (18.4)         | – | Pakistan 125-9 (20) |
|                      |           | Australien gewinnt mit 2 Runs |   |                     |

## Statistiken
Die folgenden Cricketstatistiken wurden bei dieser Tour erzielt.
| Tests            | Tests      | Tests   | Tests   | Tests   | Tests   | Tests   | Tests   | Tests   |
| Batting          | Batting    | Batting | Batting | Batting | Batting | Batting | Batting | Batting |
| Spieler          | Mannschaft | Spiele  | Innings | Runs    | Average | HS      | 100s    | 50s     |
| ---------------- | ---------- | ------- | ------- | ------- | ------- | ------- | ------- | ------- |
| Ricky Ponting    | Australien | 3       | 6       | 378     | 63,00   | 209     | 1       | 2       |
| Shane Watson     | Australien | 3       | 6       | 346     | 69,20   | 120*    | 1       | 2       |
| Salman Butt      | Pakistan   | 3       | 6       | 280     | 46,66   | 102     | 1       | 1       |
| Michael Hussey   | Australien | 3       | 6       | 267     | 66,75   | 134*    | 1       | 1       |
| Michael Clarke   | Australien | 3       | 5       | 255     | 63,75   | 166     | 1       | 0       |
| Bowling          |            |         |         |         |         |         |         |         |
| Spieler          | Mannschaft | Spiele  | Overs   | Wickets | Average | BBI     | 5W      | 10W     |
| Nathan Hauritz   | Australien | 3       | 122.4   | 18      | 23,05   | 5/53    | 2       | 0       |
| Mohammad Asif    | Pakistan   | 3       | 135     | 13      | 28,46   | 6/41    | 1       | 0       |
| Doug Bollinger   | Australien | 3       | 96.5    | 12      | 21,83   | 4/72    | 0       | 0       |
| Mitchell Johnson | Australien | 3       | 111     | 12      | 25,66   | 3/27    | 0       | 0       |
| Danish Kaneria   | Pakistan   | 2       | 106.4   | 9       | 46,00   | 5/151   | 1       | 0       |

| ODIs           | ODIs       | ODIs    | ODIs    | ODIs    | ODIs    | ODIs    | ODIs    | ODIs    |
| Batting        | Batting    | Batting | Batting | Batting | Batting | Batting | Batting | Batting |
| Spieler        | Mannschaft | Spiele  | Innings | Runs    | Average | HS      | 100s    | 50s     |
| -------------- | ---------- | ------- | ------- | ------- | ------- | ------- | ------- | ------- |
| Cameron White  | Australien | 5       | 5       | 245     | 49,00   | 105     | 1       | 1       |
| Michael Hussey | Australien | 5       | 5       | 220     | 73,33   | 67      | 0       | 1       |
| Umar Akmal     | Pakistan   | 5       | 5       | 187     | 37,40   | 67      | 0       | 2       |
| Shaun Marsh    | Australien | 5       | 5       | 176     | 35,20   | 83      | 0       | 1       |
| Michael Clarke | Australien | 4       | 4       | 173     | 43,25   | 80      | 0       | 2       |
| Bowling        |            |         |         |         |         |         |         |         |
| Spieler        | Mannschaft | Spiele  | Overs   | Wickets | Average | BBI     | 5W      | 10W     |
| Clint McKay    | Australien | 5       | 43      | 14      | 12,50   | 4/35    | 0       | 0       |
| Ryan Harris    | Australien | 3       | 29.5    | 13      | 8,15    | 5/19    | 2       | 0       |
| Shane Watson   | Australien | 3       | 22      | 6       | 18,66   | 4/36    | 0       | 0       |
| Mohammad Asif  | Pakistan   | 4       | 40      | 6       | 29,50   | 3/42    | 0       | 0       |
| Shahid Afridi  | Pakistan   | 5       | 50      | 6       | 38,50   | 2/31    | 0       | 0       |
| Naved-ul-Hasan | Pakistan   | 5       | 47      | 6       | 48,33   | 2/55    | 0       | 0       |

| Twenty20       | Twenty20   | Twenty20 | Twenty20 | Twenty20 | Twenty20 | Twenty20 | Twenty20 | Twenty20 |
| Batting        | Batting    | Batting  | Batting  | Batting  | Batting  | Batting  | Batting  | Batting  |
| Spieler        | Mannschaft | Spiele   | Innings  | Runs     | Average  | HS       | 100s     | 50s      |
| -------------- | ---------- | -------- | -------- | -------- | -------- | -------- | -------- | -------- |
| Kamran Akmal   | Pakistan   | 1        | 1        | 64       | 64,00    | 64       | 0        | 1        |
| David Hussey   | Australien | 1        | 1        | 40       |          | 40*      | 0        | 0        |
| Michael Clarke | Australien | 1        | 1        | 32       | 32,00    | 32       | 0        | 0        |
| David Warner   | Australien | 1        | 1        | 24       | 24,00    | 24       | 0        | 0        |
| Umar Akmal     | Pakistan   | 1        | 1        | 21       | 21,00    | 21       | 0        | 0        |
| Bowling        |            |          |          |          |          |          |          |          |
| Spieler        | Mannschaft | Spiele   | Overs    | Wickets  | Average  | BBI      | 5W       | 10W      |
| Shaun Tait     | Australien | 1        | 4        | 3        | 4,33     | 3/13     | 0        | 0        |
| Umar Gul       | Pakistan   | 1        | 3.4      | 3        | 6,66     | 3/20     | 0        | 0        |
| Shane Watson   | Australien | 1        | 4        | 2        | 12,00    | 2/24     | 0        | 0        |
| Shoaib Malik   | Pakistan   | 1        | 4        | 2        | 15,50    | 2/31     | 0        | 0        |
| Steven Smith   | Australien | 1        | 4        | 2        | 17,00    | 2/34     | 0        | 0        |

## Player of the Series
Als Player of the Series wurden die folgenden Spieler ausgezeichnet.
| Serie | Player of the Series |
| ----- | -------------------- |
| Test  | Shane Watson         |
| ODI   | Ryan Harris          |

### Player of the Match
Als Player of the Match wurden die folgenden Spieler ausgezeichnet.
| Spiel   | Player of the Match |
| ------- | ------------------- |
| 1. Test | Shane Watson        |
| 2. Test | Michael Hussey      |
| 3. Test | Ricky Ponting       |
| 1. ODI  | Cameron White       |
| 2. ODI  | Shane Watson        |
| 3. ODI  | Ryan Harris         |
| 4. ODI  | Ryan Harris         |
| 5. ODI  | Clint McKay         |
| 1. T20  | Shaun Tait          |